# Browallieae
Browallieae, tribus iz porodice krumpirovki (pomoćnica, Solanaceae), dio potporodice Cestroideae. Postoji dvadesetak vrsta jednogodišnjeg bilja i polugrmova unutar 3 roda (dva monotipična).
Tribus je prvi puta opisan 1995.

## Rodovi
1. Protoschwenkia Soler. (1 sp.)
2. Browallia L. (23 spp.)
3. Streptosolen Miers (1 sp.)